# Nereus (planetoïde)
(4660) Nereus (of 1982 DB) is een planetoïde uit de Apollogroep. Het is een Marskruisende planetoïde, met een baan die vaak dicht bij de aarde komt (aardscheerder), en daardoor toegankelijk voor ruimtevaartuigen. Nereus is geclassificeerd als een potentieel gevaarlijke planetoïde (potentially hazardous asteroid (PHA)), zowel vanwege de grootte als de minimale baandoorsnijdingsafstand (MOID ≤ 0,05 AU).

## Ontdekking en naam
De planetoïde werd door Eleanor F. Helin ontdekt op 28 februari 1982 in het Palomar-observatorium bij San Diego in Californië. Hij is vernoemd naar Nereus, een titaan en zeegod uit de Griekse mythologie.

## Eigenschappen
Nereus heeft een enigszins langwerpige vorm. De eerste optische metingen gaven een geschatte diameter van ongeveer 330 ±  50 meter. Analyse van latere radargegevens heeft een veel gedetailleerdere vorm voor Nereus opgeleverd, evenals een vrij gedetailleerde terreinkaart van het oppervlak. Nereus is globaal ellipsvormig, met afmetingen van 510 m × 330 m × 241 m. Heeft oppervlak albedo is ongeveer 0,55. Aan de uiteinden van de langste as is het ene uiteinde smaller en ronder dan het andere, grotere uiteinde, waardoor de planetoïde meer eivormig dan elliptisch is. Nereus draait in 15,1 uur om een as die ongeveer loodrecht op zijn langste as staat.
Nereus voltooit in ongeveer 1,8 jaar een omloop rond de zon. De minimale afstand tot de zon (perihelium) is tijdens een omloop 0,95 AU, de maximale (aphelium) 2,02 AU. De orbitale excentriciteit van zijn baan met een helling van 1,4° ten opzichte van de ecliptica is 0,36.
Nereus is een aantrekkelijk object voor ruimtemissies omdat het met relatief weinig energie kan worden bereikt. Om deze reden was het ook de oorspronkelijke bestemming van de Japanse Hayabusa-missie, die in 2002 zou worden gelanceerd. Echter, na een mislukte lancering van de Mu-V draagraket in februari 2000, moest de lancering van het ruimtesonde worden uitgesteld en werd de planetoïde (25143) Itokawa als nieuwe bestemming gekozen. Nereus was ook een van de mogelijke bestemmingen van de ruimtesonde NEAP (Near Earth Asteroid Prospector) van het commerciële Amerikaanse bedrijf SpaceDev die in 2002 als een secundaire lading door een Ariane 5 in de ruimte zou worden gebracht. Vanwege financiële problemen werd het NEAP-programma echter geannuleerd.